# Акциз на сладкие газированные напитки
Акциз на сладкие газированные напитки (англ. soda tax, sugar tax, soft drink tax) — косвенный налог, вводимый на безалкогольные напитки с определенным содержанием сахара.
Введение акциза предполагает увеличение налоговой нагрузки на производство сладких безалкогольных напитков, в том числе, газированных. По аналогии с акцизами на табачные изделия при введении такого налога декларируется цель оздоровления населения за счет прогнозируемого уменьшения потребления сладких газированных напитков. Как и любой налог, это дополнительный источник для пополнения государственного бюджета.

## Примеры
Первый в мире акциз на сладкие газированные напитки был введён в Дании в 1930 году. Его отменили в 2013 году из-за заполнения датского рынка газированными напитками, произведенными в соседней Германии и Швеции.
В США два штата ввели акциз на сладкие газированные напитки: Западная Вирджиния (1951) и Арканзас (1992). Тем не менее, введенный акциз никак не позволил уменьшить количество людей с избыточным весом — Западная Вирджиния уверенно занимает 3-е место в стране по количеству людей с ожирением (34,5 %), а Арканзас — 4-е (33,8 %). При этом в Арканзасе, который начал собирать налог с 1993 г. количество людей с избыточным весом увеличилось с 17 % в 1993 г. до 34,5 % в 2012 г., значительно превысив темпы роста этого показателя в целом в США. Исследование, проведённое в США, показало, что введение больших налогов (20 % и 40 %) не имеет позитивного эффекта с точки зрения борьбы с лишним весом, потребители переходят на аналогичные более дешёвые, но не менее калорийные продукты. Другое исследование в США, показывает, что существенное увеличение стоимости банки газировки стоимостью 75 центов на 20 % приведет лишь к незначительному снижению индекса массы тела: c 40.00 до 39.98.
По оценкам Центрального института экономики и менеджмента Правительства Вьетнама (Central Institute for Economic Management of the Government of Vietnam), 10 % акциз на газированные напитки в этой стране привел к дополнительным поступлениям в бюджет 8,46 млн долл. и одновременно суммарным потерям в экономике на сумму 52,6 млн долл.
Оплата налога на газированные напитки, установленного в Мексике в 2014 г., легла на беднейших граждан, которые тратили на продукты, облагаемые акцизом, в среднем 11,2 % своих располагаемых доходов, в то время как представители среднего класса — 4,9 %, а самого обеспеченного — всего 1 %. За декабрь 2014 года, 63,7 % этих налогов были собраны в низшей социально-экономической группе, 37,5 % представителей которых живут в нищете. После введения акциза в Мексике закрылись более 30 000 традиционных магазинчиков, в которых под новый налог попало более 50 % ассортимента. Работа в таких магазинах давала средства к существованию более 600 000 семей. Прекращение работы многих из них негативно сказалось на основной категории их посетителей — гражданах с доходами низшего и среднего уровней.
В Замбии отменили налог на сладкие газированные напитки, введенный в 2001 г., из-за негативного влияния на экономику и отрицательных последствий для потребителей с низким и средним уровнем доходов, который в совокупности с НДС увеличил стоимость газированных напитков на 25 %.

## Перспективы
В феврале 2015 года в СМИ появилась информация о намерении правительства Словении ввести акциз на все безалкогольные напитки, за исключением воды. Однако в конце октября 2015 года, МВФ и правительство договорились не рассматривать акциз на безалкогольные напитки в силу негативного воздействия на занятость населения, бюджетные поступления и потребителей.
В расчете, выполненном Центром исследований и коммуникаций Тихоокеанско-азиатского университета, отмечается, что в случае введения на Филиппинах 20 % акциза на сахаросодержащие напитки ожидаемые поступления в бюджет составят 4,479 — 10 млрд филиппинских песо, тогда как суммарные потери бюджета в этом случае оцениваются в 77,4 млрд филиппинских песо.
Союз налогоплательщиков Новой Зеландии (New Zealand Taxpayers’ Union) опубликовал исследование, выполненное Институтом по вопросам экономики (Institute of Economic Affairs), в котором отмечается, что газированные напитки составляют лишь 1,6 % от всего объема калорий, потребляемых ежедневно среднестатистическим гражданином. Большинство калорий человек получает из продуктов питания, не подпадающих под акциз, а, следовательно, введение акциза не повлияет на структуру потреблений калорий среднестатистического человека.

### Законодательная инициатива в России
24 декабря 2015 года — депутат Олег Михеев (фракция «Справедливая Россия») внес в Государственную Думу законопроект о введении акциза на сладкие газированные напитки и чипсы. По мнению депутата, мера должна принести в бюджет дополнительные доходы, которые «покроют вред, нанесенный здоровью нации» торговлей «вредной едой». Правительство Российской Федерации не поддержало данный законопроект, сославшись на то, что введение нового акциза противоречило бы указанию зафиксировать действующие налоговые условия на ближайшие четыре года, которое озвучил Президент РФ в Послании Федеральному Собранию в декабре 2014 года. Кроме того, как следует из заключения Правительства, предложение Олега Михеева не было согласовано с законодательством в области охраны здоровья граждан и безопасности пищевых продуктов.
18 января 2016, по итогам совещания у премьер-министра Дмитрия Медведева, было дано поручение для увеличения доходов федерального бюджета проработать расширение перечня подакцизных товаров, в которые могут быть включены пальмовое масло и сладкие газированные напитки.
28 марта 2016 Д. Медведев в рамках своего выступления на встрече с участниками форума «Кандидат» озвучил, что Правительство придерживается курса, обозначенного Президентом РФ в Послании Федеральному Собранию в декабре 2014 г., и до 2018 не будет увеличивать налоговую нагрузку на бизнес.
14 апреля 2016 в рамках международного форума «ИнвестРос-2016» председатель Комитета Госдумы по экономической политике, инновационному развитию и предпринимательству Анатолий Аксаков сообщил, что Госдума не планирует в этом году принимать законы, увеличивающие налоговую нагрузку.
27 апреля 2016 заместитель Министра финансов Российской Федерации Илья Трунин отметил, что ведомство продолжает изучать возможность введения акцизов на все сладкие напитки, включая соки. Подобные акцизы могли бы стать дополнительным источником дохода в бюджете 2017-2019 гг.
18 октября 2022 года — Госдума поддержала законопроект о введении акцизов на сладкие напитки. 21 ноября 2022 года Президент России В. Путин подписал закон о введении с 1 июля 2023 года акциза на сахаросодержащие напитки.

#### Аргументы против введения акциза
В настоящее время в российском законодательстве отсутствует юридическое определение такого вида продукции, как «сладкий газированный напиток». Данная категория напитка попадает под юридическое определение как «безалкогольный напиток», в соответствии с ГОСТ 28188-2014 «Напитки безалкогольные. Общие технические условия». Однако приведенное в нём определение не позволяет полноценно идентифицировать безалкогольный напиток, поскольку под данное определение можно также отнести сокосодержащие напитки. Кроме того, определение «безалкогольный напиток» отсутствует в Технических регламентах Таможенного союза «О безопасности пищевой продукции» (ТР ТС 021/2011), «Пищевая продукция в части ее маркировки» (ТР ТС 022/2011), «О безопасности пищевых добавок и ароматизаторов» (ТР ТС 029/2012).
Как и производители табака при введении соответствующего акциза, производители сладких напитков угрожают правительству, что дополнительная налоговая нагрузка повлечёт сокращение их рынка, снижение производства и налоговых поступлений. По итогам 2014 года в России было зафиксировано падение рынка безалкогольных напитков в объемном выражении на один процент. В 2015 году был зафиксирован спад продаж безалкогольных напитков на 10 %. Введение акциза может повлечь за собой стремительное падение российских производств и массовое сокращение рабочих мест. В конечном итоге ожидаемый экономический эффект (пополнение казны) попросту не состоится: снижение поступлений в бюджеты всех уровней от НДС, налога на прибыль и НДФЛ может полностью поглотить акцизную выгоду.
Производство сладких газированных напитков не является импортоёмким производством и локализовано на 95 %, поэтому в первую очередь пострадают отечественные производители. К примеру, Coca-Cola Россия 80-90 % ингредиентов и материалов для производства напитков закупает у российских поставщиков. Обеспечивая рабочими местами 10 тыс. человек непосредственно, деятельность компании генерирует 60 тыс. рабочих мест в смежных областях.
По информации источников в финансово-экономическом блоке Правительства, планируемый 20%-ный акциз должен привести к повышению доходов бюджета на 600 млн рублей в год. Эта сумма составляет лишь около 0,02 % консолидированного бюджета на здравоохранение в 2016 году.
В России потребление безалкогольных напитков значительно меньше, чем в западных странах — 82,4 л на человека в год, включая бутилированные питьевые воды. Чистое потребление безалкогольных напитков — 64,9 л/чел. (одна бутылка 0,33 л раз в два дня). Из них газированных напитков — 36,3 л/чел. Для сравнения подушевое потребление безалкогольных напитков за рубежом составляет в США — 287,3 л/чел в год, а в Западной Европе — 198,8 л/чел в год.

#### Реакция должностных лиц и представителей бизнеса
Новость о возможном внесении сладких газированных напитков к акцизооблагаемым товарам вызвала широкую волну обсуждений в политическом и бизнес-сообществах.
В поддержку законопроекта выступило Министерство финансов РФ. Проработку данного акциза в Правительстве подтверждал министр финансов Антон Силуанов. Замминистра финансов Илья Трунин сообщил, что в министерстве обсуждают возможность введения акциза не только на газировку, но и на другие сахаросодержащие напитки.
Уполномоченный по защите прав предпринимателей Борис Титов обратился с письмом к премьер-министру Дмитрию Медведеву, призвав Правительство отказаться от введения акцизов на газированные напитки и пальмовое масло. Как отметил бизнес-омбудсмен, введение дополнительной налоговой нагрузки поставит многие предприятия отрасли на грань банкротства. По мнению Б. Титова, сокращение производства и закрытие предприятий из-за введения дополнительного налога может привести к потере значительной части из существующих в отрасли рабочих мест: сокращение 100 000 рабочих мест на производстве приведет к потере 700 000 — 1 000 000 рабочих мест в смежных отраслях.
Председатель Комитета по экономике, предпринимательству и инвестиционной политике Московской областной думы Вячеслав Крымов отметил, что данная мера приведёт к увеличению цен на продукты, тем самым спровоцировав «падение рынка, а в результате пострадают производители». В. Крымов также подчеркнул, что «введение акцизов не приведёт к наполнению бюджета — снизится объём продаж, и рост акцизов его не восполнит».
Председатель исполкома Российского союза налогоплательщиков Артём Кирьянов заявил в связи с инициативой Правительства, что «от повышения акцизов не понижается уровень потребления, а повышается уровень контрабанды и контрафакта».
Директор Волчихинского пивоваренного завода Виктор Скачков спрогнозировал, что после введения данного акциза ему придется сократить все рабочие места на производстве: «Если говорить, ничего не делать и ждать, то 350 рабочих на заводе надо будет выгнать на улицу. Бутылка лимонада будет стоить рублей 70. Это всё, конец, финал».
Депутат Госдумы от партии «Справедливая Россия» Олег Михеев также прокомментировал данную законодательную инициативу: «Введение таких сборов вызовет повышение цены на пачку чипсов или бутылку газировки, что поможет снизить их потребление. Ведь люди часто расценивают чипсы и лимонад как дешевое средство перекусить — пусть они увидят, что дешевле купить тарелку супа в столовой, это пойдет на пользу здоровью нации».
В ходе конференции «ИнвестРос» президент компании Coca-Cola в России, Украине и Белоруссии Зоран Вучинич подчеркнул важность сохранения неизменными условий налогообложения и работы отрасли в целом: «Мы можем вести бизнес в предсказуемой обстановке. Необходимо поддерживать стабильность капитала, это робкое животное, если сейчас мы напугаем его, то оно может сбежать. Люди должны понимать, как обстановка будет развиваться дальше».
Глава Союза производителей безалкогольных напитков Дмитрий Петров заявил, что новый налог негативно скажется на финансовом состоянии предприятий, выпускающих эти продукты, и может вынудить их сокращать персонал. Также Д. Петров отметил, что нет критериев для определения «вредности» того или иного продукта и напомнил об аналогичных инициативах за границей, которые в конечном счете провалились.